# Płoszcza Jakuba Kołasa
Płoszcza Jakuba Kołasa (biał. Пло́шча Яку́ба Ко́ласа) – stacja mińskiego metra położona na Linii Moskiewskiej, pomiędzy stacjami Akademija nawuk i Płoszcza Pieramohi.
Otwarta 26 czerwca 1984 r. razem z pierwszym odcinkiem mińskiego metra. Konstrukcja słupowa z prefabrykowanych elementów żelbetowych. Głównym tematem wykończenia jest białoruska twórczość ludowa. Słupy obłożone są żółtą ceramiką ze stylizowanymi rysunkami.